# Dombeya australis
Dombeya australis är en malvaväxtart. Dombeya australis ingår i släktet Dombeya och familjen malvaväxter.

## Underarter
Arten delas in i följande underarter:
- D. a. australis
- D. a. geayi
- D. a. grandiflora